# Raymundo Fulgencio
Raymundo de Jesús Fulgencio Román (ur. 12 lutego 2000 w Veracruz) – meksykański piłkarz występujący na pozycji lewego skrzydłowego, od 2025 roku zawodnik Tigres UANL.
Jest synem Filiberto Fulgencio, również piłkarza.